# FA Women’s Cup
Football Association Women’s Challenge Cup Competition, powszechnie używana jest również w skrócie nazwa FA Women’s Cup – najważniejsze pucharowe rozgrywki piłkarskie, organizowane corocznie dla kobiecych klubów angielskich. Jest to odpowiednik rozgrywek FA Cup.
Rozgrywki zadebiutowały w sezonie 1970/1971 pod nazwą Mitre Challenge Trophy i były rozgrywane były przez Women’s Football Association (WFA). Uczestniczyło wtedy 71 drużyn również ze Szkocji oraz Walii. Od 1993 roku rozgrywki są prowadzone przez The Football Association (FA). Najbardziej utytułowanym zespołem rozgrywek jest Arsenal, który 13-krotnie zwyciężał w rozgrywkach.

## Format rozgrywek
Tak jak w przypadku turnieju mężczyzn, kluby z wyższych lig nie uczestniczą w niższych rundach turnieju. Drużyny uczestniczące w najwyższych dwóch klasach rozgrywkowych tj. FA WSL startują od piątej rundy, czyli 1/8 finału rozgrywek, od trzeciej rundy startują zaś zespoły z FA Women’s Premier League. Włącznie odbywa się osiem rund rozgrywek.

## Finały
| Rok  | Zwycięzca            | Wynik                  | Wicemistrz           | Stadion                                       |
| ---- | -------------------- | ---------------------- | -------------------- | --------------------------------------------- |
| 1971 | Southampton          | 4-1                    | Stewarton & Thistle  | Crystal Palace National Sports Centre, Londyn |
| 1972 | Southampton          | 3-2                    | Lee’s Ladies         | Eton Park, Burton-upon-Trent                  |
| 1973 | Southampton          | 2-0                    | Westhorn United      |                                               |
| 1974 | Foxdens              | 2-1                    | Southampton          |                                               |
| 1975 | Southampton          | 4-2                    | Warminster           |                                               |
| 1976 | Southampton          | 2-1                    | QPR                  |                                               |
| 1977 | Queen’s Park Rangers | 1-0                    | Southampton          |                                               |
| 1978 | Southampton          | 8-2                    | QPR                  |                                               |
| 1979 | Southampton          | 1-0                    | Lowestoft            |                                               |
| 1980 | St Helens            | 1-0                    | Preston North End    |                                               |
| 1981 | Southampton          | 4-2                    | St Helens            |                                               |
| 1982 | Lowestoft            | 2-0                    | Cleveland Spartans   |                                               |
| 1983 | Doncaster Belles     | 3-2                    | St Helens            |                                               |
| 1984 | Howbury Grange       | 4-2                    | Doncaster Belles     |                                               |
| 1985 | Friends of Fulham    | 2-0                    | Doncaster Belles     |                                               |
| 1986 | Norwich              | 4-3                    | Doncaster Belles     |                                               |
| 1987 | Doncaster Belles     | 2-0                    | St Helens            |                                               |
| 1988 | Doncaster Belles     | 3-1                    | Leasowe Pacific      |                                               |
| 1989 | Leasowe Pacific      | 3-2                    | Friends of Fulham    |                                               |
| 1990 | Doncaster Belles     | 1-0                    | Friends of Fulham    |                                               |
| 1991 | Millwall Lionesses   | 1-0                    | Doncaster Belles     |                                               |
| 1992 | Doncaster Belles     | 4-0                    | Red Star Southampton |                                               |
| 1993 | Arsenal              | 3-0                    | Doncaster Belles     |                                               |
| 1994 | Doncaster Belles     | 1-0                    | Knowsley United      |                                               |
| 1995 | Arsenal              | 3-2                    | Liverpool            |                                               |
| 1996 | Croydon              | 1-1 (rzuty karne: 4-2) | Liverpool            |                                               |
| 1997 | Millwall Lionesses   | 1-0                    | Wembley              |                                               |
| 1998 | Arsenal              | 3-2                    | Croydon              |                                               |
| 1999 | Arsenal              | 2-0                    | Southampton Saints   | The Valley, Londyn                            |
| 2000 | Croydon              | 2-1                    | Doncaster Belles     | Bramall Lane, Sheffield                       |
| 2001 | Arsenal              | 1-0                    | Fulham               | Selhurst Park, Londyn                         |
| 2002 | Fulham               | 2-1                    | Doncaster Belles     | Selhurst Park, Londyn                         |
| 2003 | Fulham               | 3-0                    | Charlton Athletic    | Selhurst Park, Londyn                         |
| 2004 | Arsenal              | 3-0                    | Charlton Athletic    | Loftus Road, Shepherd’s Bush-Londyn           |
| 2005 | Charlton Athletic    | 1-0                    | Everton              | Boleyn Ground, Upton Park-Londyn              |
| 2006 | Arsenal              | 5-0                    | Leeds United         | The New Den, Bermondsey-Londyn                |
| 2007 | Arsenal              | 4-1                    | Charlton Athletic    | City Ground, Nottingham                       |
| 2008 | Arsenal              | 4-1                    | Leeds United         | City Ground, Nottingham                       |
| 2009 | Arsenal              | 2-1                    | Sunderland           | Pride Park Stadium, Derby                     |
| 2010 | Everton              | 3-2 (dogrywka)         | Arsenal              | City Ground, Nottingham                       |
| 2011 | Arsenal              | 2-0                    | Bristol Academy      | Ricoh Arena, Coventry                         |
| 2012 | Birmingham City      | 2-2 (rzuty karne 3-2)  | Chelsea              | Ashton Gate, Bristol                          |
| 2013 | Arsenal              | 3-0                    | Bristol Academy      | Keepmoat Stadium, Doncaster                   |
| 2014 | Arsenal              | 2-0                    | Everton              | Stadium:mk, Milton Keynes                     |